# Vysokorychlostní trať Wu-chan – Kanton
Vysokorychlostní trať Wu-chan – Kanton neboli Wu-kuang kao-su tchie-lu (čínsky pchin-jinem Wǔguǎng Gāosù Tiělù, znaky 武广高速铁路) je vysokorychlostní trať v Čínské lidové republice spojující město Wu-chan, hlavní město provincie Chu-pej, s Kantonem, hlavním městem provincie Kuang-tung. Jedná se o první dokončený úsek vysokorychlostní tratě Peking – Hongkong. Úsek je dlouhý 968 kilometrů a s průměrnou rychlostí zdejších souprav CRH2 a CRH3 313 km/h je nejrychlejší komerčně provozovanou železnicí na světě.
Provoz na trati začal 26. prosince 2009, ale poslední krátký úsek v rámci Kantonu ze severního nádraží na jižní byl uveden do provozu až 30. ledna 2010.